# Independent Performance Group
Die Independent Performance Group (IPG) war eine nichtkommerzielle Organisation, die 2003 von Marina Abramović gegründet wurde und zum Ziel hatte, junge internationale Performancekünstler zu fördern. Die Organisation verstand sich dabei als Schnittstelle zwischen den Künstlern und Kuratoren, Museen und anderen Kunstorganisationen. IPG baute ein Archiv mit Informationen über und Dokumentationen der Kunstwerke ihrer Mitglieder auf. Die IPG wurde 2007 aufgelöst.

## IPG Board of Advisors
René Block, RoseLee Goldberg, Chrissie Iles, Akiko Miyake, Hans-Ulrich Obrist, Robert Wilson

## Ausstellungen und Projekte
2005
- Illy Artist Series & Halloween Party, Galleria illy, New York, U.S.A.
- Alive, Alive, Grad Teatar City Festival, Budva, Montenegro
- Brutal Education, École des Beaux Arts, Festival d’Avignon, Avignon, Frankreich
- Sommerakademie, Zentrum Paul Klee, Bern, Schweiz
- Galleria dell’Amore, Galleria Civica di Arte Contemporanea, Trento, Italien
- Schiele/Abramović/de Châtel/IPG, Van Gogh Museum, Amsterdam, Niederlande
- Gifted Generation, HAU 1, Berlin, Deutschland

2004
- Retrospective, Galerie der Hochschule für Bildende Künste, Braunschweig, Deutschland
- RaumKonzepte, MARTa Herford, Deutschland
- Last, 6. Braunschweiger Kulturnacht, LOT-Theater, Braunschweig, Deutschland
- Rundgang, ArtMax, Braunschweig, Deutschland
- Performance Loop, P.S.1, New York, U.S.A.
- Cleaning the House Workshop, Montenmedio Arte Contemporaneo, Cádiz, Spanien

2003
- 4th International Performance Festival, Odense, Dänemark
- LOOP #9665, ArtMax, Braunschweig, Deutschland
- Performance in der Kunsthalle, Kunsthalle Fridericianum (Kassel), Deutschland
- Recycling the Future, Biennale Venedig, Italien
- As soon as possible, PAC, Mailand, Italien

## Mitglieder
- Beatriz Albuquerque
- Franko B
- Anna Berndtson
- Oliver Blomeier
- Tania Brugera
- Laurel Jay Carpenter
- Ivan Civic
- Amanda Coogan
- Yingmei Duan
- Nezaket Ekici
- Regina Frank
- Snezana Golubovic
- Pascale Grau
- Katrin Herbel
- Eun Hye Hwang
- Tellervo Kalleinen
- Franz Gerald Krumpl
- Lotte Lindner
- Hannes Malte Mahler
- Colin McMullan
- Monali Meher
- Daniel Müller-Friedrichsen
- Ruben Ramos Balsa
- Barak Reichser
- Declan Rooney
- Andrea Saemann
- Iris Selke
- Chiharu Shiota
- Christian Sievers
- Anton Soloveychik
- Till Steinbrenner
- Dorte Strehlow
- Melati Suryodarmo
- Irina Runge
- Doreen Uhlig
- Heejung Um
- Frank Werner
- Mirko Winkel
- Susanne Winterling
- Herma Auguste Wittstock
- Viola Yeşiltaç